# Aereo postale

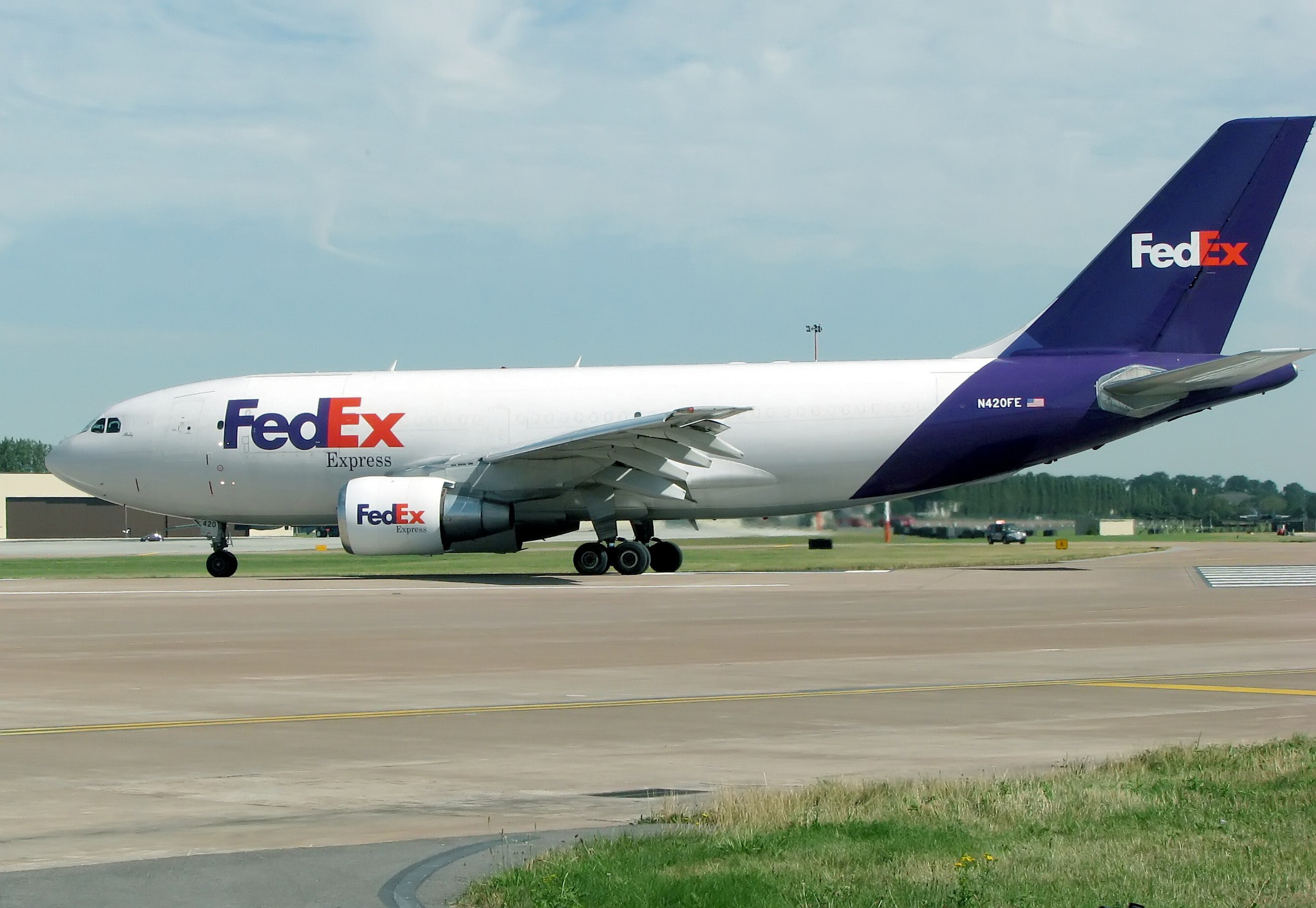
Airbus A310 della FedEx

Un aereo postale è un velivolo adibito espressamente al trasporto veloce di corrispondenza.

## Storia
La necessità di comunicazione ha sempre avuto un ruolo fondamentale nella società umana. La necessità di far conoscere notizie a distanze sempre più ampie portò nei secoli ad utilizzare ingegno e tecnologie per fare in modo che messaggi ufficiali e personali potessero raggiungere il più velocemente possibile luoghi distanti. La rivoluzione industriale influì anche questo settore nella capacità tecnologica di realizzare mezzi atti a muoversi a maggiori velocità. La realizzazione di macchine atte a trasportare su ruota maggiori quantità di materiali a velocità ed autonomie sempre maggiori, suggerì di conseguenza il possibile utilizzo dei sempre più affidabili velivoli aerei.
Il 10 giugno 1912 La "DELAG", (Deutsche Luftschiffahrt-Aktiengesellschaft: società per azioni di navigazione aerea tedesca), la prima compagnia aerea mondiale, inaugurò anche il primo servizio aereo per il trasporto veloce di lettere e pacchi dall'aeroporto Francoforte-Rebstock a Darmstadt con il biplano "Gelber Hund" (cane giallo). Seguirono altre società, e già nel 1913, esisteva una rete di traffico tra Düsseldorf, Baden-Oos, Berlin-Johannisthal, Gotha, Francoforte sul Meno, Amburgo, Dresda e Lipsia. La prima guerra mondiale impedì tuttavia il collegamento organizzato tra le capitali europee.
Negli anni trenta tutti gli stati maggiormente industrializzati effettuavano servizi postali sia all'interno che al di fuori del loro territorio nazionale. Le compagnie aeree dopo aver utilizzato aerei già esistenti sul mercato cominciarono a commissionare specifici velivoli alle case costruttrici, incentivando così di conseguenza lo sviluppo dei velivoli civili.
Alcuni velivoli devono la loro vita operativa al servizio postale. Nel 1934 la Civil Aeronautics Authority (CAA), l'autorità aeronautica civile statunitense , emise una normativa che vietò l'ulteriore uso, per ragioni di sicurezza, dei velivoli monomotori adibiti al trasporto passeggeri su tutte le principali linee di collegamento. Inoltre era divenuto obbligatorio l'affiancamento di un secondo pilota che cooperasse con il primo, di conseguenza tutti gli aerei di linea dovevano avere una cabina di pilotaggio a due posti. I requisiti di tale normativa misero fine alla carriera delle piccole compagnie di linea che utilizzavano simili velivoli, ma un certo numero di compagnie maggiori riconvertirono i loro velivoli esclusivamente come aerei da trasporto e da posta aerea. Uno di questi era il Lockheed L-9 Orion.
Sorte diametralmente opposta toccò invece al bimotore tedesco Dornier Do 17, noto anche come "matita volante", nato come aereo da trasporto veloce, il quale venne scartato dalla Lufthansa proprio per le esigue dimensioni della fusoliera.
La storia della posta aerea in Italia  è legata alla prime compagnie private di trasporto aereo e successivamente dalla prima compagnia di bandiera, l'Ala Littoria . Una delle compagnie operative italiane è Poste Air Cargo controllata da Poste Italiane
Attualmente nel mondo esistono delle compagnie internazionali  di trasporto che operano su terra, acqua ed aria come la DHL, la UPS o la FedEx, quest'ultima nota anche per essere citata nel film Cast Away diretto da Robert Zemeckis ed interpretato da Tom Hanks.